# Distretto di Vasto
Il distretto di Vasto fu una delle suddivisioni amministrative del Regno delle Due Sicilie, subordinate alla provincia di Abruzzo Citeriore, soppressa nel 1860.

## Istituzione e soppressione
Fu costituito nel 1816 a seguito dell'unione del Regno di Napoli con il Regno di Sicilia. Con l'occupazione garibaldina e annessione al Regno di Sardegna del 1860 l'ente fu soppresso.

## Suddivisione in circondari
Il distretto era suddiviso in successivi livelli amministrativi gerarchicamente dipendenti dal precedente. Al livello immediatamente successivo, infatti, individuiamo i circondari, che, a loro volta, erano costituiti dai comuni, l'unità di base della struttura politico-amministrativa dello Stato moderno. A questi ultimi potevano far capo le ville, centri a carattere prevalentemente rurale. I circondari del distretto di Vasto ammontavano a otto ed erano i seguenti:
- Circondario di Atessa:
Atessa, Casalanguida e Tornareccio;
- Circondario di Bomba:
Bomba, Archi, Colledimezzo, Montazzola, Monteferrante, Perano e Pietraferrazzana;
- Circondario di Castiglione:
Castiglione Messer Marino, Castelguidone, Fraine, Roccaspinalveti e Schiavi;
- Circondario di Celenza:
Celenza, Carunchio, Palmoli, San Giovanni Lipioni, Torrebruna (con la villa di Guardia Bruna) e Tufillo;
- Circondario di Gissi:
Gissi, Carpineto, Guilmi e Scerni;
- Circondario di Paglieta:
Paglieta, Casalbordino, Pollutri, Torino e Villalfonsina;
- Circondario di Santo Buono:
Santo Buono, Dogliola, Fresagrandinaria, Furci, Lentella e Liscia;
- Circondario di Vasto:
Vasto, Cupello, Monteodorisio e San Salvo.